# Гвоздирков Микола Георгійович
Мико́ла Гео́ргійович Гвоздирко́в (1894 , Голубівський рудник, Слов'яносербський повіт, Катеринославська губернія, Російська імперія  — 23 січня 1943 ) — український радянський діяч, шахтар. Депутат Верховної Ради УРСР 1-го скликання. Член ЦК КП(б)У (червень 1938 — січень 1943).

## Біографія
Народився 1894 (за іншими даними — 1893) року в багатодітній родині гірника. Трудову діяльність розпочав на шахтах Донбасу в 1907 році, з тринадцятирічного віку. Був дворовим, плитовим, гальмівником, колчеданником, забійник. Понад 30 років пропрацював на шахтах. Закінчив курси гірничих майстрів. 
Член ВКП(б) з 1927 року.
Інженерно-технічний працівник вугільної галузі Донбасу, організатор стахановського руху, що полягав у раціоналізації технологічних процесів, правильному розподілу праці та організації робочого місця, унаслідок чого значно зростала продуктивність праці. 
1937 року начальник дільниці № 2 шахти № 22/6 імені Кірова тресту «Кіроввугілля» М. Г. Гвоздирков та начальник дільниці шахти № 18 тресту «Сніжнянантрацит» започаткували циклічну організацію видобутку вігілля, що полягала у сполученні в часі усіх виробничих операцій у забої. У травні 1938 року призначений завідувачем шахти № 22/6 імені Кірова тресту «Кіроввугілля» (потім «Артемвугілля») Горлівського району Донбасу. 
26 червня 1938 року обраний депутатом Верховної Ради УРСР 1-го скликання по Серговській виборчій окрузі  № 291 Ворошиловградської області.
23 січня 1943 року розстріляний нацистами під час окупації України.

## Нагороди
- орден Леніна (17.02.1939)
- значок «Відмінник соціалістичного змагання важкої промисловості» (1938)